# Юнак Марко
„Юнак Марко“ е български анимационен филм (късометражен) от 1955 година на режисьора Тодор Динов, по сценарий на Христо Сантов. Музиката е композирана от Атанас Бояджиев и Димитър Грива.